# Michail Michajlovič Naryškin
Michail Michajlovič Naryškin (russo: Михаил Михайлович Нарышкин; Mosca, 15 febbraio 1798 – Mosca, 14 gennaio 1863) è stato un ufficiale russo.

## Biografia
Era il figlio del tenente colonnello Michail Pavlovič Naryškin, e di sua moglie, la principessa Varvara Volkonskaja. Venne istruito a casa.
Iniziò la sua carriera militare nell'11º reggimento di fanteria. Il 23 ottobre 1817 fu trasferito nel reggimento di Mosca, raggiungendo il grado di capitano. Il 12 dicembre 1823 fu trasferito nel reggimento Izmajlovskij raggiungendo il grado di colonnello. Il 6 giugno 1824 fu trasferito al 68º reggimento di fanteria di Borodino. Il 17 dicembre 1825 fu trasferito nel 67º reggimento Tarutinskij.
Il 30 dicembre 1825, incolpato dalla commissione incaricata dell'affare dei decabristi,   venne arrestato e portato a Mosca e a San Pietroburgo. L'8 gennaio 1826 venne trasferito alla fortezza di Pietro e Paolo.
Venne condannato a 12 anni di lavori forzati ma successivamente la pena venne ridotta a 8 anni e in seguito fu amnistiato.
Massone, fu membro della Loggia "San Giorgio il Vittorioso".

## Matrimonio
Sposò, il 24 settembre 1824, Elizaveta Petrovna Konovnicyna (1802-1867), figlia del generale Pëtr Petrovič Konovnicyn e di Anna Ivanovna Korsakova. Ebbero una figlia:
- Natal'ja (11 giugno 1825-31 agosto 1825)

## Ultimi anni e morte
Il 2 febbraio 1827 venne spedito dalla fortezza Pietro e Paolo in Siberia. Il 14 marzo 1833 arrivò con la moglie nella città di Kurgan, nella contea di Tobol'sk.
Comprò una casa, costruita nel 1774, che divenne il centro della vita culturale della città. Nel 1837 entrò nel corpo indipendente caucasico.
Nel 1859 si trasferì a Parigi e nel sud della Francia.
Morì a Mosca, il 14 gennaio 1863. Fu sepolto nel cimitero del Monastero Donskoj.